# Пирамида Неферефры
Пирамида Неферефра или Ранеферефа, — недостроенная египетская пирамида эпохи V династии, расположенная в некрополе Абусира в Египте. После ранней смерти фараона Неферефра незавершённая пирамида была перестроена в квадратную мастабу, ставшую местом погребения умершего монарха. Несмотря на фактический снос пирамиды, комплекс зданий в этом месте был расширен за счёт строительства множества храмов, осуществлённого преемниками Неферефра.

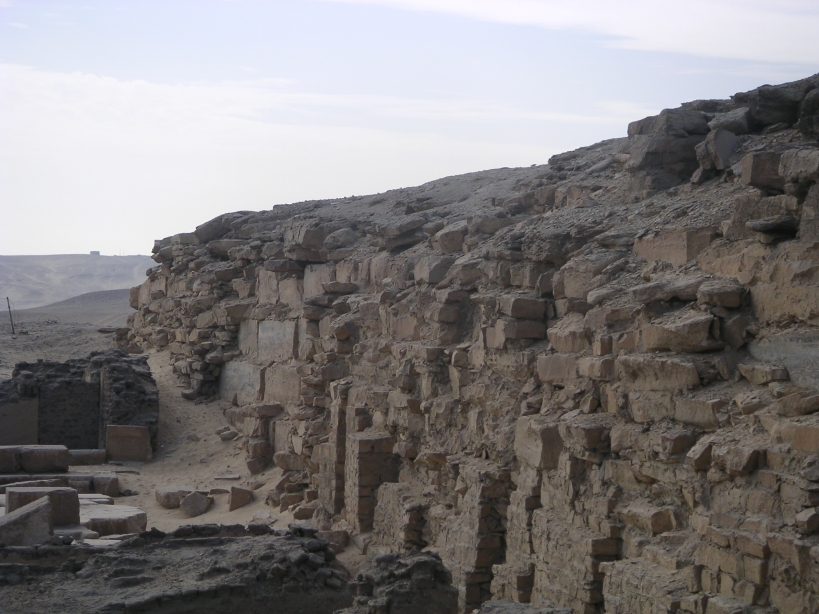
Недостроенная пирамида Неферефра в Абусире.

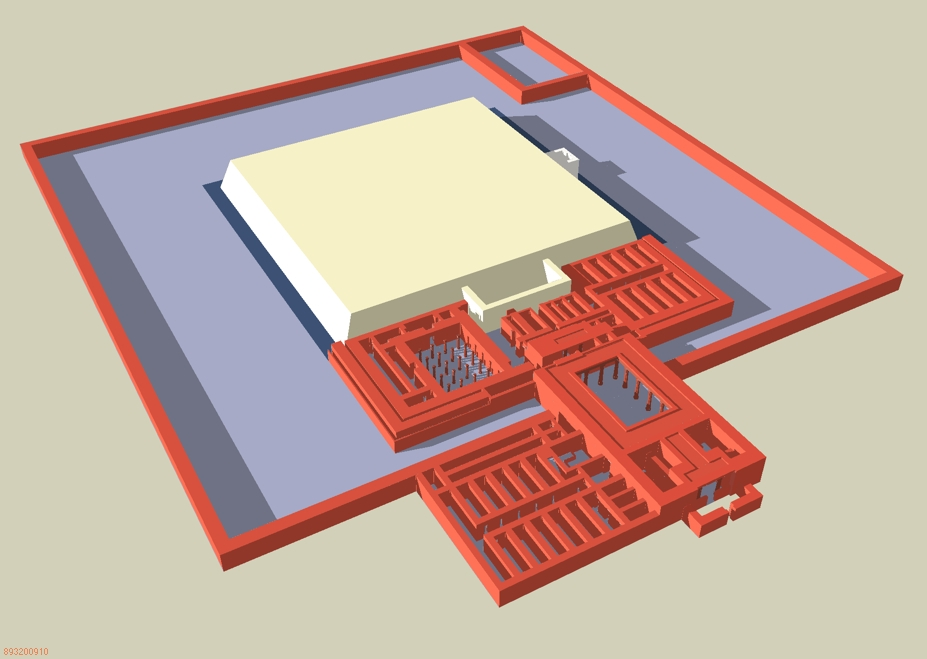
Недостроенный пирамидальный комплекс Неферефра. Реконструкция

Первое исследование было проведено Карлом Ричардом Лепсиусом, который дал пирамиде название «Лепсиус XXVI», но полноценным стало лишь исследование 1974 года, проводившееся чехословацкой археологической экспедицией из Карлова университета в Праге под руководством Мирослава Вернера. В ходе работы экспедиции были обнаружены такие важные артефакты, как папирусы и статуи, содержащие важную информацию о коротком правлении Неферефра. 
Комплекс пирамиды расположен к юго-западу от пирамиды Нефериркара и к западу от пирамиды Хентхауса, в южной части некрополя, находясь ближе всего к пустыне из всех пирамид Абусира. По причине длины в 65 метров она могла бы быть второй самой маленькой пирамидой фараона периода Древнего царства в Египте после пирамиды Униса. Помимо собственно пирамиды, комплекс включает в себя храм мёртвых, святилище ножа и святилище солнца. Комплекс окружён большой круговой стеной.